# Carl Georg Brunius

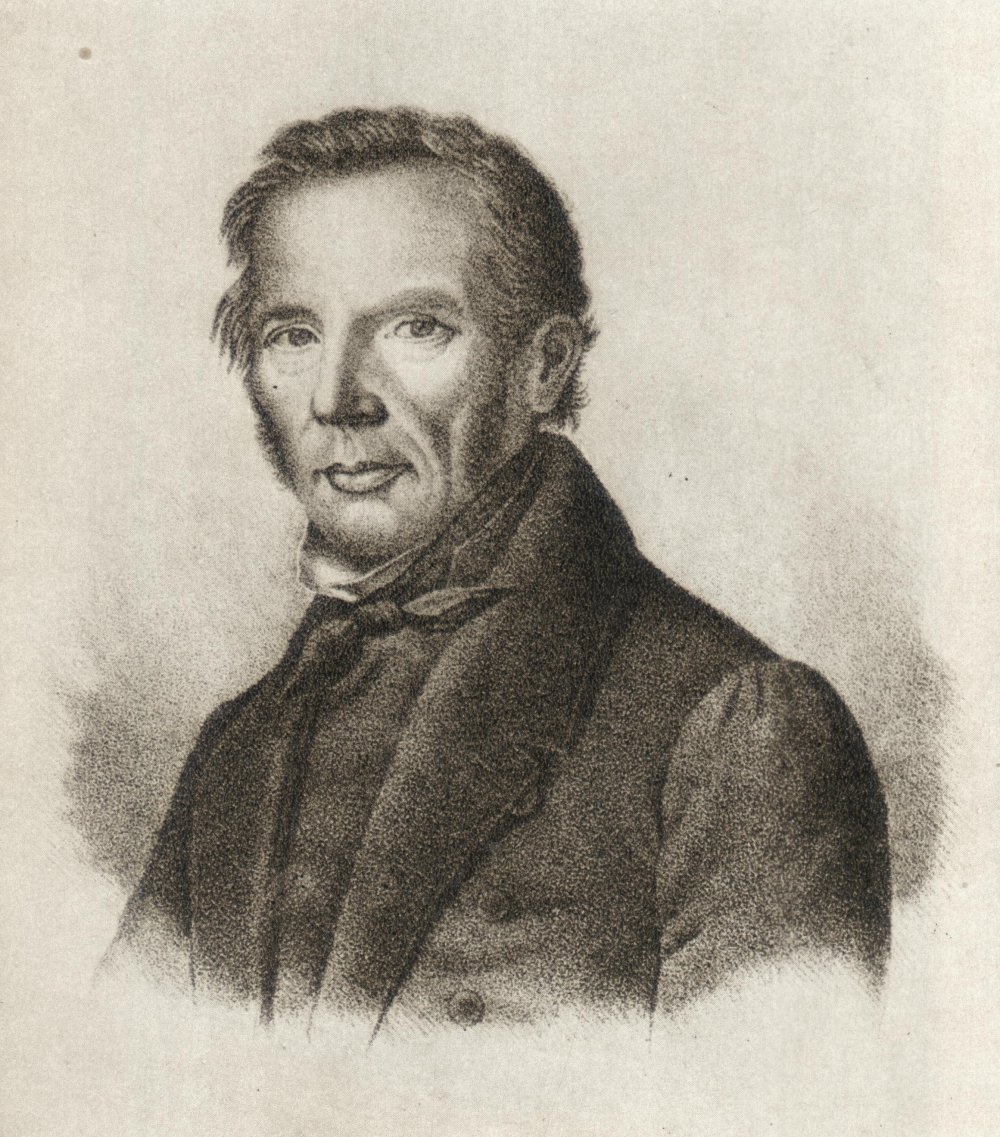
Carl Georg Brunius

Carl Georg Brunius (* 23. März 1792 in der Kirchengemeinde Tanum, Bohuslän; † 12. November 1869 in Lund) war ein schwedischer klassischer Philologe, Architekt und Kunsthistoriker.

## Abstammung und Familie
Brunius war ein Sohn des Vikars Gomer Brunius (1748–1819) und seiner Frau Mariana (geborene Rodhe, 1755–1839). Die Familie stammte von einem dänischen Kaufmann namens  Brune ab, dessen Sohn Paul (1709–1785) den Namen Brunius annahm. Er wanderte 1725 nach Schweden ein und arbeitete hier als Stadt- und Gerichtsbuchhalter sowie als Waagemeister in Varberg. Sein Sohn Gomer wurde Pfarrer in Tanum und Lur. Gomer Brunius hatte außer Carl Geoarg noch weitere Söhne und Nachkommen:
- Johannes Nicolaus Brunius (1789–1868) ⚭ mit der Schriftstellerin Louise (geborene Carlson; 1799–1880),
- August Wilhelm Brunius (1795–1867), Provinzarzt auf Öland
  - Johan Gomer Thor Brunius (1832–1885), Schriftsteller ⚭ Kristina Matilda (geborene Bagge)

Brunius war seit dem 25. August. 1829 mit Maria Charlotte (geborene Tillander, 6. November 1804–29. September 1883) verheiratet, der Tochter des Bekleidungsfabrikanten Johan Sakarias Tillander.

## Leben
Brunius begann 1803 ein Studium an der Universität Lund und wechselte 1811 an die Universität Uppsala. 1814 erlangte er in Lund den Abschluss „filosofie magister“ und wurde 1815 Dozent und 1820 Adjunkt für Griechische Sprache. 1821 wurde er Adjunkt in Römischer Rhetorik und Poesie. Als Esaias Tegnér 1824 Bischof von Växjö wurde, ernannte der König Brunius zu dessen Nachfolger als ordentlicher Professor in Griechischer Sprache und Literatur.
Bereits in den Jahren 1815 bis 1817 hatte er seinem Interesse für die Archäologie folgend Wanderungen Bohuslän unternommen. Die Ergebnisse seiner Studien veröffentlichte er gemeinsam mit Johan Gustaf Liljegren in den Nordiska fornlemningar. Brunius betätigte sich zudem im Bereich der lateinischen Dichtung, wobei er teilweise metrische Übersetzungen von Apollonios und Tyrtaios oder von De diis arctois Buch 6 (1822), eine Art nordische Theogonie, die als das längste lateinische Gedicht überhaupt gilt. 1857 veröffentlichte er seine Poëmata, partim jam ante, partim nunc primum edita. Sein Hauptinteresse galt jedoch der Architekturkunst, deren Studium und Ausübung er sehr viel Zeit widmete. So leitete er in den Jahren 1833 bis 1859 die Restaurierungsarbeiten an der Kathedrale von Lund und führte dort eine Erhöhung der Krypta durch. Unter seiner Leitung zahlreiche weitere Arbeiten durchgeführt, darunter von 1836 bis 1839 der Umbau und die Erweiterung des alten Bibliotheksgebäudes, von 1840 bis 1844 das Museumsgebäude und das Bischofshaus in Lund, 1844 das Schulgebäude in Hälsingborg, von 1854 bis 1857 die Kirche in Kristinehamn. Brunius leitete zudem in den Jahren 1849 bis 1852 die Restaurierungsarbeiten am Dom zu Växjö. Er fertigte Zeichnungen und entwarf Pläne für neue oder verfallene Kirchen und für Herrensitze in Schonen. Im Jahr 1847 wurde Brunius zum Vikar des Präbendes in Stävie und Lackalänga im Bistum Lund ernannt und erhielt den Titel Propst honoris causa. 1853 wurde er in die Königlich Schwedische Gelehrsamkeits-, Geschichts- und Antiquitätenakademie gewählt und erhielt 1858 die Emeritierung von seiner Professur in Lund.

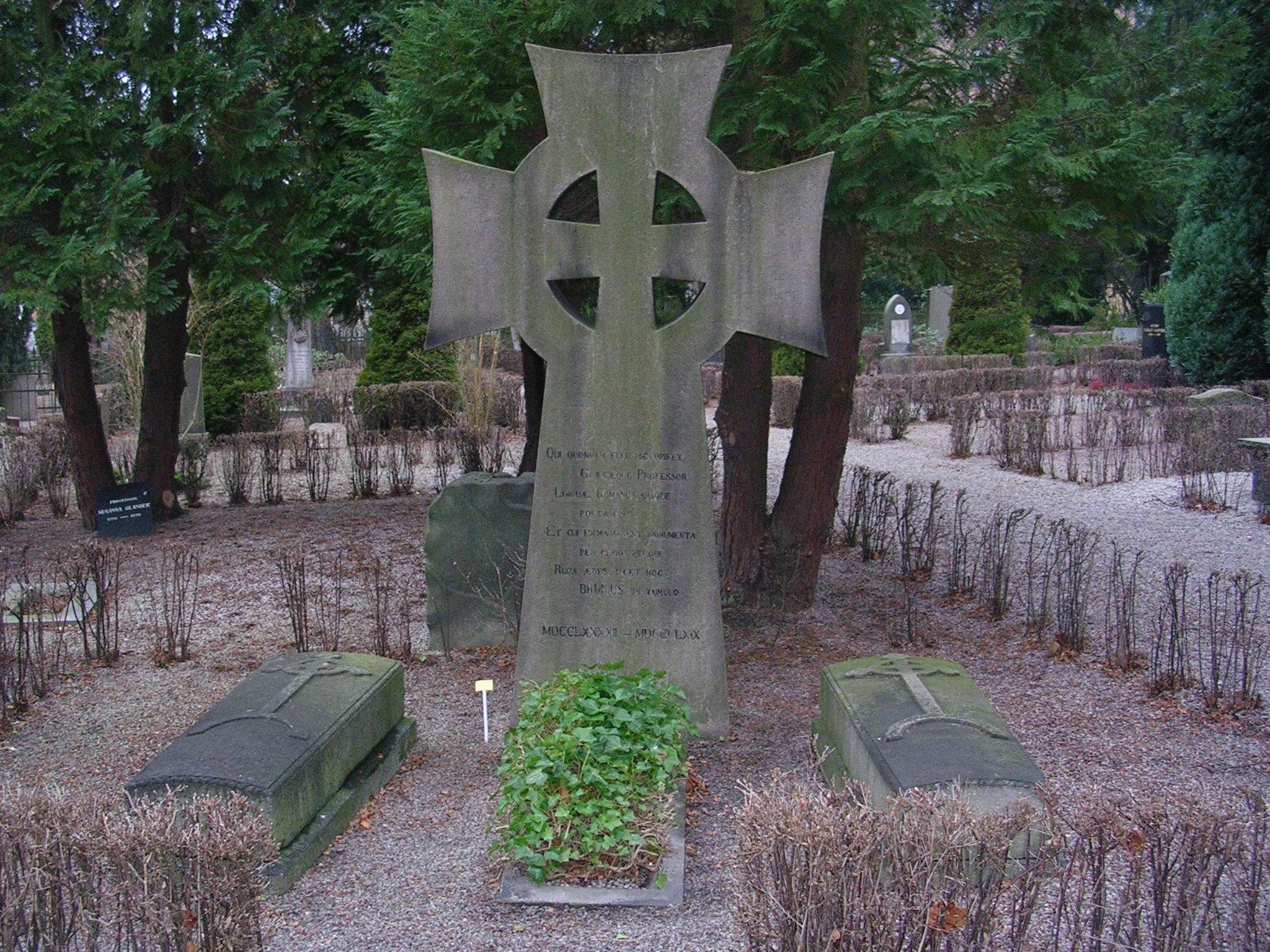
Grabstein

Brunius wurde auf dem Ostfriedhof in Lund begraben. Sein Grabstein ist ein großes Kreuz aus Granit mit der folgenden Inschrift:

## Gebäude (Auswahl)
- Dom zu Lund (umfassende Renovierung)
- Sankt-Marien-Kirche Helsingborg (Pläne zur Restauration)
- Kirche von Torrlösa (Entwurf und Errichtung)
- Kungshuset (Umbau)
- Schloss Jordberga, Schloss Sövdeborg, Schloss Trolleholm

## Schriften (Auswahl)
- Antiqvarisk och arkitektonisk resa. 1839 (runeberg.org).
- Nordens Äldsta Metropolitan Kyrka Eller Historisk Och Arkitektonisk Beskrifning Om Lunds Domkyrka. Berling, 1854 (runeberg.org).
- Gotlands Konsthistoria. Lund 1864–1866 (Band 1, runeberg.org, Band 2, runeberg.org, Band 3, runeberg.org).

## Ehrungen und Mitgliedschaften

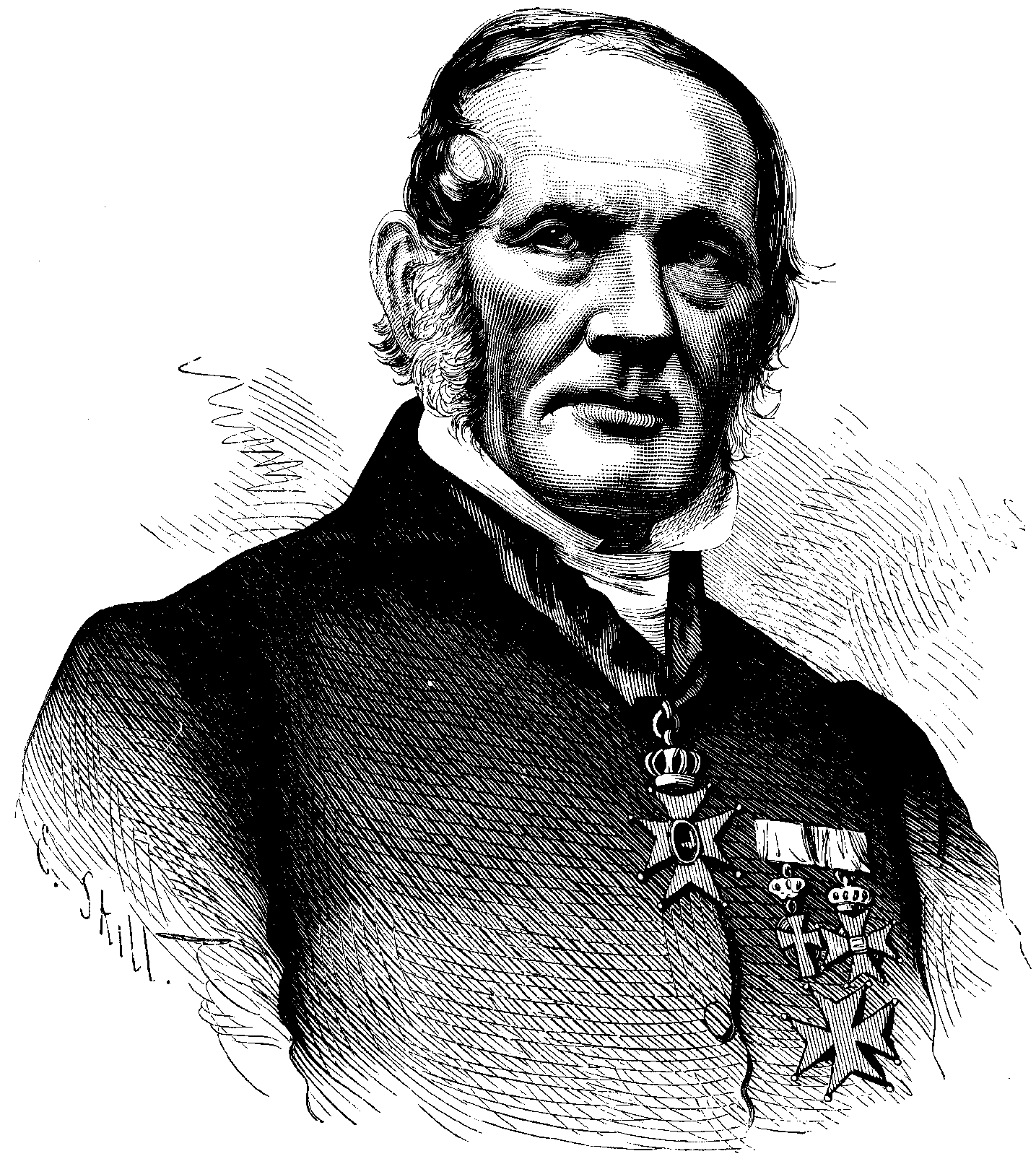
Brunius mit Orden

- Kommandeur des Königlichen Wasaordens
- Ritter des Königlich Dänischen Dannebrogordens
- Mitglied der Kommission des Königlichen Nordstern-Ordens
- Mitglied der Kungliga Vitterhets Historie och Antikvitets Akademien
- Mitglied der Königlich Dänischen Akademie der Wissenschaften